# Trinity Records Hong Kong
Trinity Records Hong Kong era un'etichetta discografica indipendente con sede a Hong Kong. Specializzata in album Metal estremo, ha fatto diventare famosi gruppi come Bloodbath, ChthoniC, Dissection e Orphaned Land.

## Storia
Le radici dell'etichetta risalgono a un "piccolo" Mailorder di Hong Kong, fondato nel dicembre 1999, che è diventato un negozio di dischi. Qualche anno dopo fu fondata un'etichetta discografica corrispondente, la Trinity Records Hong Kong. I primi acquisti furono Deathguy (Thailandia) e Sword of Darkness (Vietnam). Più tardi, l'etichetta firmò le prime band europee (Carnal Grief, Cryfemal) e Sud America (Requiem aeternam). Inoltre, la licenza firmata dall'etichetta riguarda le case discografiche europee quali Century Media Records (Bloodbath). Di conseguenza, Bloodbath e Dissection hanno visto i loro dischi pubblicati in Asia.
L'azienda ha interrotto il proprio lavoro senza ulteriore avviso sul sito Web all'inizio del 2010. Le pubblicazioni sono pubblicate su Discogs tra il 2002 e il 2010.

## Discografia (selezione)

### Bande asiatiche
- 2002: Deathguy – The Legend Of Romancer
- 2002: Sword of Darkness – Heathendom
- 2008: ChthoniC – Relentless Recurrence
- 2009: Rudra – The Aryan Crusade

### Bande europee
- 2002: Bloodbath – Resurrection Through Carnage
- 2003: Swallow the Sun – The Morning Never Came
- 2004: Carnal Grief – Out Of Crippled Seeds
- 2004: Cryfemal – With The Help Of The Devil
- 2006: National Napalm Syndicate – Resurrection Of The Wicked
- 2007: Dissection – Storm Of The Light's Bane (Ultimate Reissue)

### Bande del Medio Oriente
- 2004: Orphaned Land – Mabool - The Story Of The Three Sons Of Seven

### Bande sudamericane
- 2004: Requiem aeternam – Philosopher